# Городецкий, Митрофан Иванович
Митрофа́н Ива́нович Городе́цкий (рус. дореф. Митроѳанъ Ивановичъ Городецкій; 14 августа 1846, Елец, Орловская губерния — 1 июня 1893, Санкт-Петербург) — русский писатель, публицист, историк, археолог и этнограф. Действительный статский советник. Отец Сергея и Бориса Городецкого.

## Биография
Сын чиновника. Родился 14 августа 1846 года в Ельце.
Получив домашнее образование, с 1862 года он начал службу в Орловском губернском правлении, затем в 1865 году был переведён в Варшаву, в правительственную комиссию внутренних и духовных дел.
Действительный статский советник, сотрудник Министерства внутренних дел. Автор более десяти книг и около ста статей по истории археологии, украинскому фольклору. 
Летом 1890 года вместе с Николаем Ивановичем Петровым посетил Каменец-Подольский, встречался с членами историко-статистического комитета.
Умер 1 июня 1893 года в Санкт-Петербурге. Похоронен на Новодевичьем кладбище.

## Семья
- Жена — Екатерина Николаевна Городецкая, урождённая Анучина
- Сын — Борис Митрофанович Городецкий (1874—1941)
- Сын — Сергей Митрофанович Городецкий (1884—1967)
- Сын — Александр Митрофанович Городецкий (1886—1914)
- Дочь — Елена Митрофановна Городецкая (1882—1921)
- Дочь — Татьяна Митрофановна Городецкая